# 김우진 (가수)
김우진 (한국 한자: 金宇珍, 1997년 4월 8일 ~ )은 대한민국의 가수이며, JYP 엔터테인먼트 소속의 보이그룹인 Stray Kids의 전 멤버였다. 팀 내에서는 메인보컬을 맡았었다.

## 생애
1997년 4월 8일, 경기도 부천시에서 태어났다.
그는 서울공연예술고등학교를 졸업한 뒤, SM 엔터테인먼트에 입사해 1년 간 연습생 생활을 한 뒤, 2017년 JYP 엔터테인먼트로 이적했다.

## 경력
그는 2017년 스트레이 키즈를 통해 2018년 Stray Kids의 멤버로 데뷔했다.
김우진은 당시 팀에서 메인보컬을 맡았다.
그는 2019년 10월 28일, 개인적인 사유로 인해 팀을 탈퇴했으며, JYP 엔터테인먼트와의 전속계약을 해지하였다.
이후 10x 엔터테인먼트로 이적한 뒤, 2021년 8월 5일에 미니 1집인 《The moment:未成年, a minor.》를 발매하며 솔로 데뷔를 했다.

## 학력
- 서울공연예술고등학교 실용음악과 (졸업)

## 음반

### EP
- 2021년 8월 5일 《The moment : 未成年, a minor.》
- 2023년 8월 30일 《The Moment : 美成年, Bounce.》
- 2024년 4월 22일 《I Like The Way》

### 디지털 싱글
- 2021년 7월 8일 《Still Dream》 (프리 데뷔 싱글)

### OST
- 2021년 11월 15일 《너의 밤이 되어줄게 OST Part. 1》
- 2021년 12월 16일 《3.5교시 OST Part. 1OST Part. 1》
- 2022년 12월 13일 《재벌집 막내아들 OST Part. 5》
- 2023년 7월 8일 《킹더랜드 OST Part. 4》

## 브이 라이브
| 연도 | Artist | 제목                                                       | #wooVlog | 제공       |
| ---- | ------ | ---------------------------------------------------------- | -------- | ---------- |
| 2020 | 김우진 | White Christmas (Covered by KIM WOOJIN)                    | Live     | KIM WOOJIN |
| 2020 | 김우진 | Harry Styles - Falling (Covered by KIM WOOJIN)             | Live     | KIM WOOJIN |
| 2021 | 김우진 | Shawn Mendes - If I Can't Have You (Covered by KIM WOOJIN) | Live     | KIM WOOJIN |